# Flughafen Santiago de Chile

i7
i11
i13
Der chilenische Großflughafen Aeropuerto Internacional Arturo Merino Benítez (IATA-Code: SCL, ICAO-Code: SCEL) ist der wichtigste Flughafen des Landes. Er liegt in Santiago de Chile in der Gemeinde Pudahuel. Meist wird er mit dem Namen Aeropuerto de Pudahuel bezeichnet.
Neben der Nutzung als ziviler Verkehrsflughafen wird er als Militärflugplatz genutzt. Der chilenischen Luftwaffe dienen die am Nordende und westlich der Start- und Landebahn gelegenen Bereiche unter der Bezeichnung Base Aérea Pudahuel als Stützpunkt der I. Luftbrigade, II Brigada Aérea.

## Geschichte
Im Jahre 1961 begann man mit dem Bau des Aeropuerto Pudahuel, um den alten Aeropuerto de Los Cerrillos zu ersetzen. Am 9. Februar 1967 wurde der Flughafen eröffnet. 1994 erhielt er ein neues internationales Terminal. Der komplette Umzug aus den alten Gebäuden in eines der modernsten Terminals in Südamerika erfolgte 2001.
Am 19. März 1980 erhielt der Flughafen seinen heutigen Namen Arturo Merino Benítez. Dieser war der erste Kommandant der chilenischen Luftwaffe Fuerza Aérea de Chile und Begründer der chilenischen Fluggesellschaft LAN Airlines.
Seit dem 7. Juli 1998 besitzt die SCL Terminal Aéreo de Santiago eine 15-jährige Konzession zum Betrieb des Flughafens. Im Jahr 2013 wurde die Konzession für zwei Jahre verlängert, dann wurde sie von Nuevo Pudahuel S.A. übernommen, gebildet aus Groupe ADP (45 %), VINCI Airports (40 %) und Astaldi Concessioni (15 %), die bis zum Jahr 2035 den Flughafen betreiben wird. Die Flugüberwachung unterliegt der Dirección General de Aeronáutica Civil.
Im Jahr 2014 gab es eine Diskussion, den Flughafen in Aeropuerto Internacional Pablo Neruda umzubenennen. Pablo Neruda war Träger des Nobelpreises für Literatur von 1971. Allerdings wurde dieses Projekt nie konkretisiert, da die Namensänderung nach einem Bericht der Dirección General de Aeronáutica Civil zu teuer gewesen wäre.

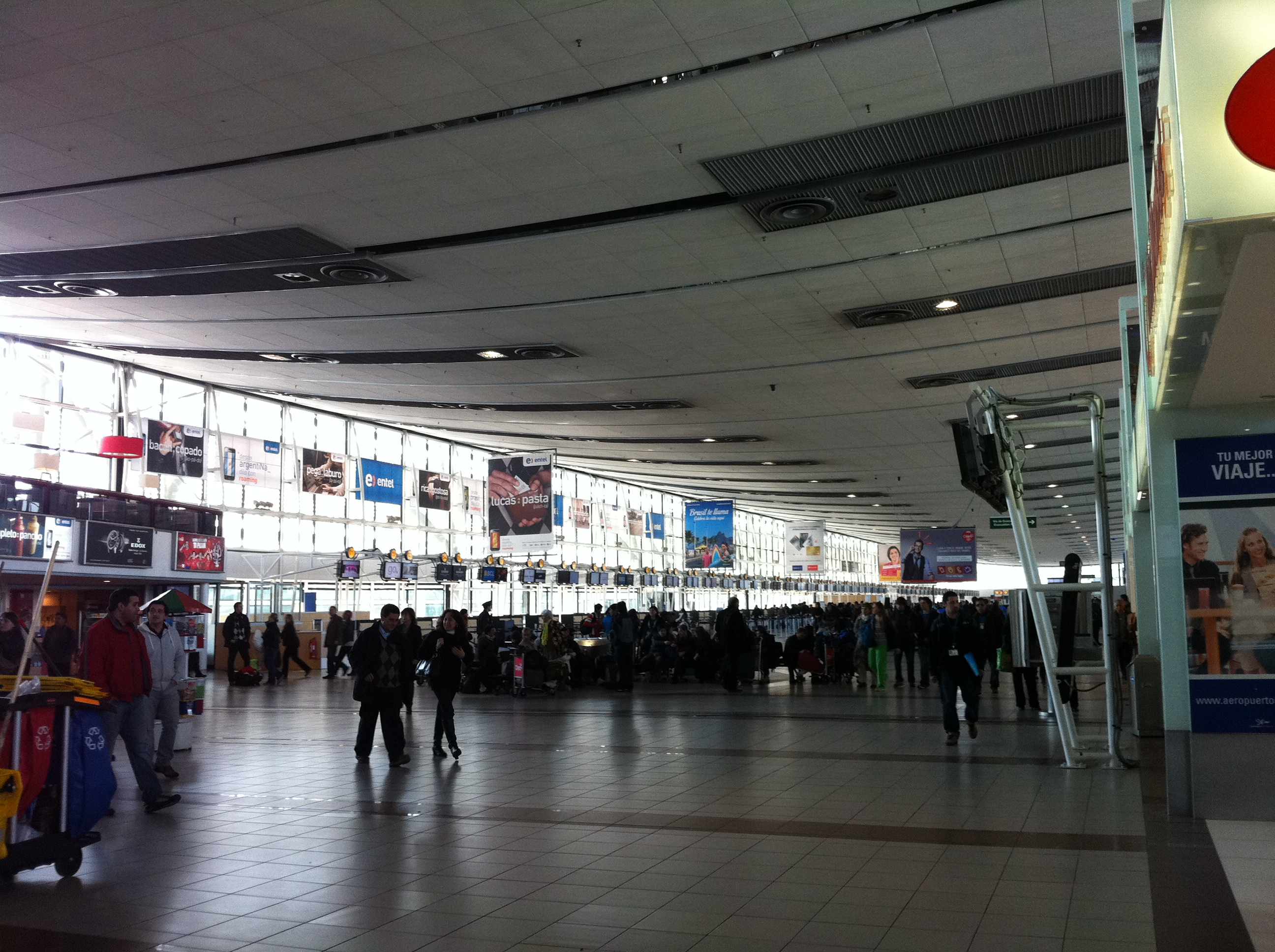
Innere des Terminals

## Fluggesellschaften

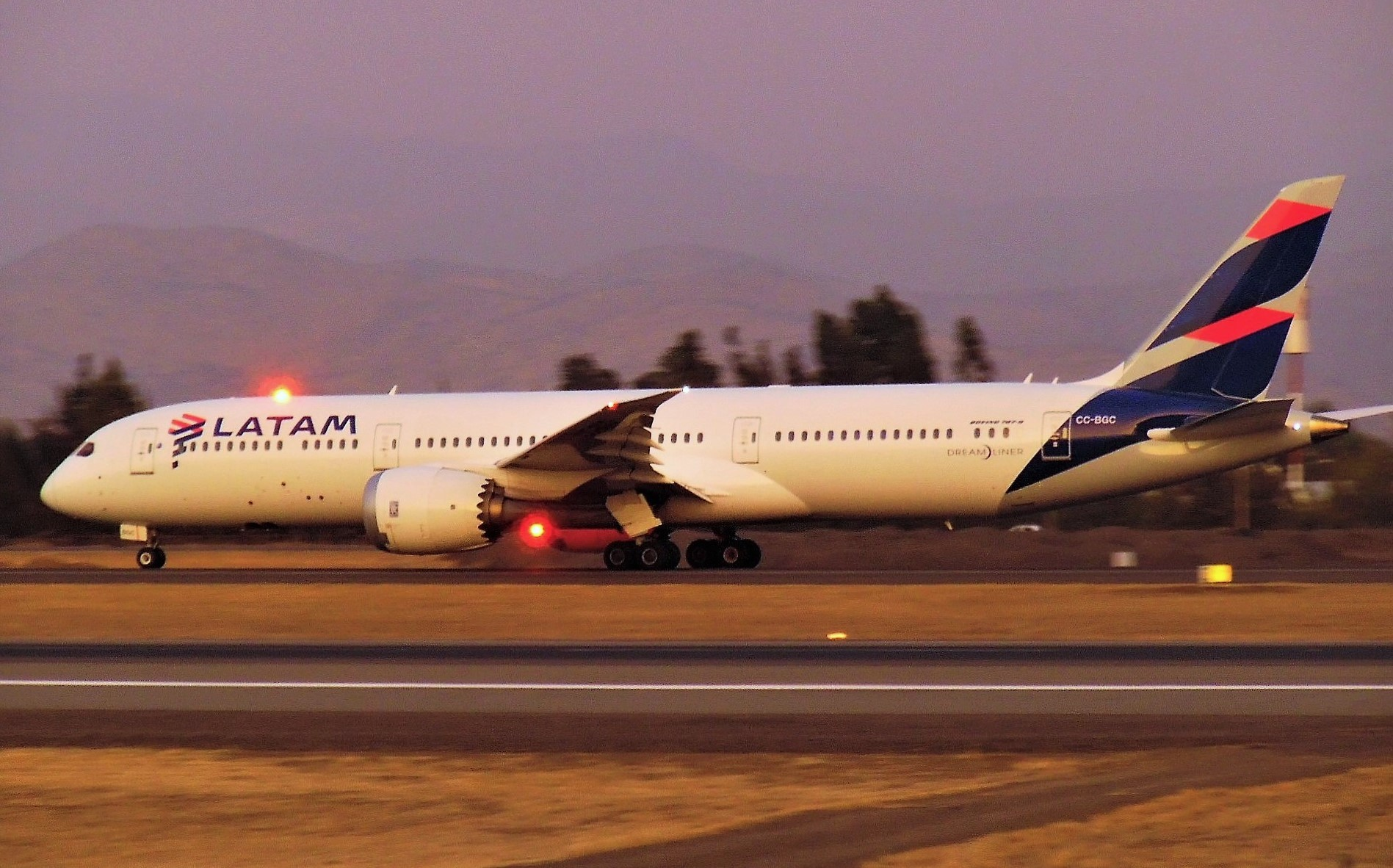
Eine Boeing 787-9 der LATAM Airlines auf dem Flughafen beim Starten. LATAM Airlines hat ihr Drehkreuz auf dem Flughafen.

Pudahuel ist Heimatflughafen sowie wichtigstes Drehkreuz der chilenisch-brasilianischen LATAM Airlines. Innerhalb des Landes werden von 4 Fluggesellschaften 16 Flugziele angeflogen. International werden von 19 Fluggesellschaften (mit Zwischenhalten) 45 Ziele, vor allem in Südamerika, aber auch in Mittel- und Nordamerika sowie Europa und auch Asien im Nahem Osten angeflogen. Als deutschsprachiges Ziel wird Frankfurt angeflogen.

## Flughafenerweiterung

Terminal 2

Da der Flughafen schon einige Zeit seine maximale Passagierkapazität weit übertroffen hatte, gab es Arbeiten an der Erweiterung des Flughafens. Die Passagierkapazität wurde hierbei auf 38 Mio. Passagiere jährlich heraufgesetzt mit einem Potenzial von 45 Mio. Passagieren jährlich. Dazu wurde ein 250.000 Quadratmeter großes Terminal 2 exklusiv für internationale Flüge gebaut. Dieses hat die Gesamtanzahl von Gates deutlich erhöht, die bisherigen 18 wurden auf 67 Gates erhöht. Das bisherige Terminal 1 wird somit nur noch für Inlandsflüge genutzt werden. Die Zahl der Parkplätze sollte von 3730 auf 5800 gesteigert werden. Das Projekt sollte ursprünglich 2020 abgeschlossen sein. Das neue Terminal 2 wurde 2022 eröffnet.

## Zwischenfälle
- Am 13. Juni 1972 wurde eine Curtiss C-46D-15-CU Commando der chilenischen Aerolineas Flecha Austral (ALFA) (Luftfahrzeugkennzeichen CC-CDU) im Anflug auf den Flughafen Santiago de Chile-Pudahuel gegen den Berg El Ovejero geflogen. Bei diesem CFIT (Controlled flight into terrain) wurden alle 3 Besatzungsmitglieder getötet, die einzigen Insassen auf dem Überführungsflug.[8]

- Am 6. Oktober 1978 wurde eine Douglas DC-6/R6D-1 der US Navy (Bu 131618) beim zweiten Anflug 17 Kilometer südlich vom Flughafen Santiago de Chile in einen Hügel geflogen. Durch diesen CFIT (Controlled flight into terrain) wurden alle 16 Insassen getötet, acht Besatzungsmitglieder und 8 Passagiere.[9]

- Am 8. März 2023 kam es auf dem Flughafen Santiago de Chile zu einem versuchten Raubüberfall beim Entladen eines Airbus A350 der Delta Air Lines. Bei der Umladung von 26 Millionen chilenischen Peso aus Miami vom Frachtraum in einen Geldtransporter überfielen mehrere bewaffnete Täter das Boden- und Sicherheitspersonal. Es kam zu einer Schießerei; 2 Personen wurden getötet. Die A350 wurde mehrfach am Leitwerk getroffen, konnte jedoch nach einer Überprüfung den Rückweg antreten.[10][11]

## Militärische Nutzung
Die Militärbasis dient als Heimat II Brigada Aérea der FACh. Ihr unterstehen zwei fliegende Staffeln, Grupos, die neben Helikoptern kleinere und die größeren Transport- und Missionsflugzeuge betreibt. Einige der kleineren Typen der Brigade sind in Colina im Norden Santiagos (UH-412/Bell 412EP) und auf der Osterinsel (O-2A) stationiert. Daneben gehören einige nicht fliegende Grupos zur Brigade.